# 截裂毛蕨
截裂毛蕨（学名：Cyclosorus truncatus）为金星蕨科毛蕨属下的一个种。